# Sebastian Stan
Sebastian Stan (Constança, 13 de agosto de 1982) é um ator romeno-americano. Nascido em Constança, mudou-se para Rockland County, Nova Iorque, aos 12 anos após sua mãe casar-se com o dono de uma escola privada, na qual foi educado. Posteriormente, cursou teatro na Universidade Rutgers, em Nova Jérsei. Em 2003, Stan iniciou sua carreira na série de televisão Law & Order, aparecendo, posteriormente, em filmes independentes como Tony n' Tina's Wedding (2004), Red Doors (2005) e The Architect (2006). Sua estreia em uma grande produção foi no filme The Covenant (2006), seguido pelos papéis em Rachel Getting Married (2008), Hot Tub Time Machine e Cisne Negro (2010).
Em 2011, Stan foi escalado para o papel que lhe deu projeção internacional: Bucky Barnes em Captain America: The First Avenger, e continuou a interpretá-lo em Captain America: The Winter Soldier (2014), Captain America: Civil War (2016), Avengers: Infinity War (2018), Avengers: Endgame (2019), The Falcon and the Winter Soldier (2021) e Thunderbolts(2025) . Seus outros papéis incluem Carter Baizen no seriado Gossip Girl, príncipe Jack Benjamin em Kings, Chapeleiro Louco em Once Upon a Time, T. J. Hammond em Political Animals, que lhe rendeu uma indicação ao Critics Choice Television Award de Melhor Ator secundário em filme ou minissérie, e em filmes como Ricki and the Flash, The Martian (ambos de 2015), Logan Lucky e I, Tonya (ambos de 2017).
Em 2022, ele foi aclamado pela crítica por suas atuações como Steve no filme Fresh e Tommy Lee na minissérie Pam & Tommy, a qual lhe garantiu indicações aos Prêmios Critics' Choice Movie, Globo de Ouro e Emmy de Melhor Ator. Em 2024, por interpretar um homem com neurofibromatose em A Different Man, venceu o Urso de Prata de Melhor Atuação Principal e o Globo de Ouro de Melhor Ator em Comédia ou Musical, e foi igualmente muito elogiado por seu trabalho como a versão jovem de Donald Trump em The Apprentice (2024),  pelo qual recebeu outra indicação ao Globo de Ouro, ao BAFTA e ao Oscar de Melhor Ator.
Ele é um dos cem atores de maior bilheteria de todos os tempos na América do Norte e internacionalmente, com seus filmes fazendo, até 2019, mais de 2,7 bilhões de dólares.

## Infância e educação
Sebastian Stan nasceu em Constança, Romênia Socialista, em 1982. Filho único, seus pais se divorciaram quando ele tinha 2 anos de idade. Após a Revolução Romena, mudou-se, aos 8 anos, com sua mãe para Viena, Áustria, onde ela trabalhou como pianista. Quatro anos mais tarde, eles mudaram-se para o Condado de Rockland, Nova Iorque, após a mãe casar-se com o dono de uma escola privada da região, na qual Stan foi educado.
| “ | Não foi fácil, era como estar em um filme de terror. Você habita em diferentes mundos, falando línguas diferentes. Mas de certo modo me ajudou. Quando se é jovem, você só quer se encaixar nos grupos. Daí cresce e percebe que o que aconteceu foi se acostumar em ser diferente. — Stan ao falar sobre suas mudanças de países. | ” |

Durante seus anos na Rockland Country Day School estrelou produções como Harvey, Cyrano de Bergerac, Little Shop of Horror, Over Here e West Side Story. No acampamento de verão Stagedoor Manor Stan foi introduzido ao mundo da atuação e escalado em várias produções, como Grease e Sweet Charity. Visando seu futuro como ator, ele inscreveu-se em inúmeros programas de atuação em várias faculdades. Foi aceito e cursou a Universidade Rutgers, e isso deu-lhe a oportunidade de passar um ano estudando atuação no Sheakespeare’s Globe Theatre, em Londres, Inglaterra.

## Carreira

### 2005–2010: Primeiros papéis

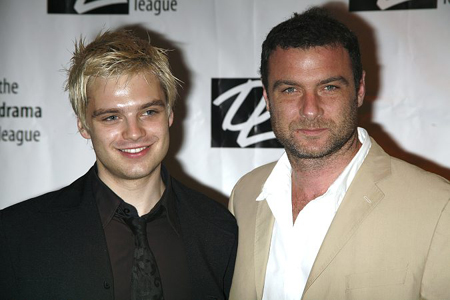
Stan e Liev Schreiber nos Prêmios Drama League de 2007, em Nova Iorque

Depois de voltar da Inglaterra, Stan começou a participar em pequenos papéis em filmes independentes, como Tony n' Tina's Wedding  e Red Doors. Conseguiu um papel relevante no final de temporada de Law & Order como "Justin Capshaw", um menino que foi acusado de homicídio e tinha sido sequestrado e emocionalmente abusado por seu captor. Logo após formar-se na Rutgers, em 2005, ele foi escalado para The Architect.
Começou sua carreira profissional em Hollywood em The Covenant (2006), um filme terror sobrenatural dirigido por Renny Harlin. O filme teve recepção geralmente desfavorável por parte da crítica especializada, ganhando 37,6 milhões de dólares na bilheteria. Em 2007, o ator foi escalado para a peça teatral Talk Radio, da Broadway, na qual teve a oportunidade de trabalhar com Liev Schreiber. A peça conta a história de um discotecário prestes a se tornar famoso e as complicações que surgiram em sua vida. Sobre sua experiência com Schreiber, Stan comentou: "Eu aprendi muito assistindo a Liev todas as noites durante os ensaios e a execução da peça, [...] não importa o que está acontecendo em tua vida, tens que estar pronto para trabalhar com alguém que vai estar lá 150 por cento."
Ainda em 2007, fez sua primeira aparição como Carter Baizen na série Gossip Girl; reprisando o papel no último episódio da segunda temporada, e tornando-se personagem recorrente na terceira, quando Carter virou interesse amoroso da protagonista, Serena van der Woodsen. Stan apareceu em The Education of Charlie Banks, dirigido por Fred Durst, que estreou no Festival de Tribeca em abril do mesmo ano. Conseguiu um papel principal na série Kings (2009) como Jack Benjamin.
Em 2010, continuou sua carreira no cinema com papeis menores, como em Hot Tube Time Machine e Cisne Negro, que foi seu primeiro grande sucesso comercial, arrecadando mais de 329 milhões de dólares em todo o mundo. Também em fevereiro daquele ano, filmou o terror sobrenatural The Apparition ao lado de Ashley Greene e Tom Felton, que foi um fracasso de bilheteria e crítico.

### 2011–2021: Universo Cinematográfico Marvel e reconhecimento internacional

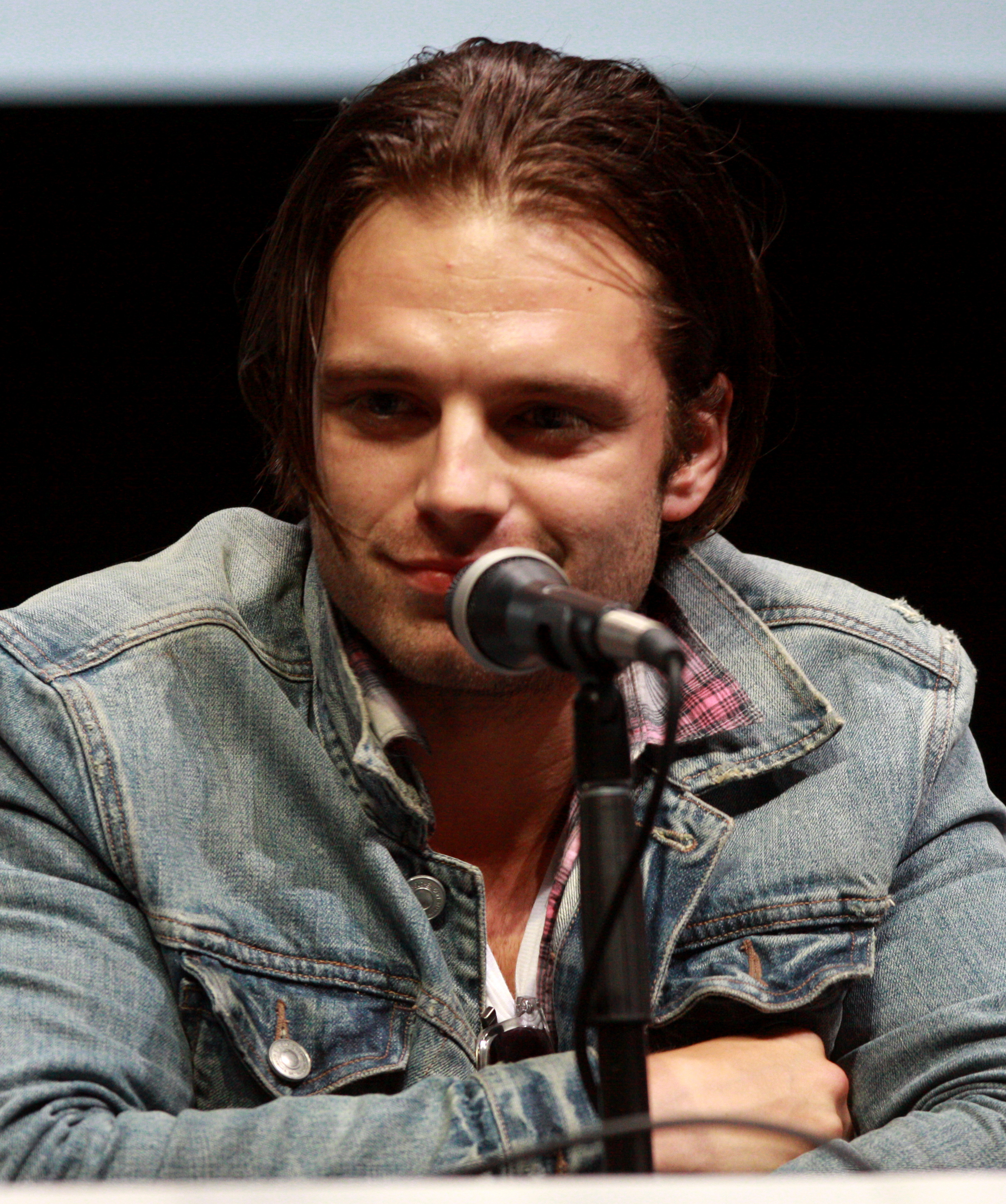
Stan no San Diego Comic-Con em julho de 2013

Em 2011, ganhou um amplo reconhecimento ao conseguir o papel de Bucky Barnes no filme Captain America: The First Avenger, personagem baseado nas histórias em quadrinhos da Marvel Comics. Foi o seu primeiro em um contrato de nove filmes que ele fez com a Marvel Studios. O filme foi criticamente e comercialmente bem recebido, sua receita foi de 370 milhões de dólares em todo o mundo. Inicialmente, ele foi considerado para o papel principal, porém Chris Evans acabou sendo o escolhido.
Em 2012, estrelou Gone e teve um papel recorrente na série Once Upon a Time como o Chapeleiro Louco/Jefferson. O A.V. Clube descreveu sua performance em Hat Trick, seu episódio de estreia, como "excelente" e colocou-o em sua lista dos 30 melhores episódios de 2012. Sobre seu desempenho em An Apple Red as Blood, 21.º episódio da 1.ª temporada, a IGN comentou que "embora Stan tivesse aparecido em apenas algumas cenas, ele estava perfeito". Foi relatado que seu papel como o Chapeleiro seria incluído em Once Upon a Time in Wonderland, mas devido o compromisso do ator com a Marvel, Edward Kitsis, criador da série, revelou que, em respeito ao desempenho de Stan, a personagem não iria integrar a série. Posteriormente, o ator apareceu na minissérie Political Animals, como o filho gay e problemático de uma ex-primeira-dama. Este papel resultou em uma nomeação ao Online Film & Television Association e ao Critics Choice Television Award de Melhor Ator secundário em filme ou minissérie.
Em 2014, Stan retomou seu papel como Bucky Barnes em Captain America: The Winter Soldier ao lado de Evans, Scarlett Johansson, Samuel L. Jackson e Robert Redford, o qual teve uma recepção crítica melhor que seu anterior. Com uma arrecadação de 714 milhões de dólares em todo o mundo, foi a sétima maior bilheteria do ano. A IGN elogiou seu desempenho em sua resenha do filme, escrevendo que "Não é exagero dizer que o 'Soldado de Invernal' de Sebastian Stan é - além de Loki - o vilão mais bem sucedido, e de longe o mais aterrorizante, da Marvel até agora. [...] Stan é ao mesmo tempo doloroso e legitimamente arrepiante. Ele é inoxidável, parece implacável, é fundamentalmente o Terminator do mundo dos super-heróis e é com certeza um dos personagens novos mais emocionantes que vimos no Universo Cinematográfico Marvel."

Em 2015, coestrelou The Martian como o cientista da NASA Dr. Chris Beck. O filme gerou 630 milhões de dólares mundialmente, sendo a décima maior bilheteria do ano. Evans e Stan fizeram uma aparição não-creditada na cena pós-créditos do filme Ant-Man. Ainda em 2015, estrelou Ricki and the Flash, com Meryl Streep, Mamie Gummer, Kevin Kline e Rick Springfield.

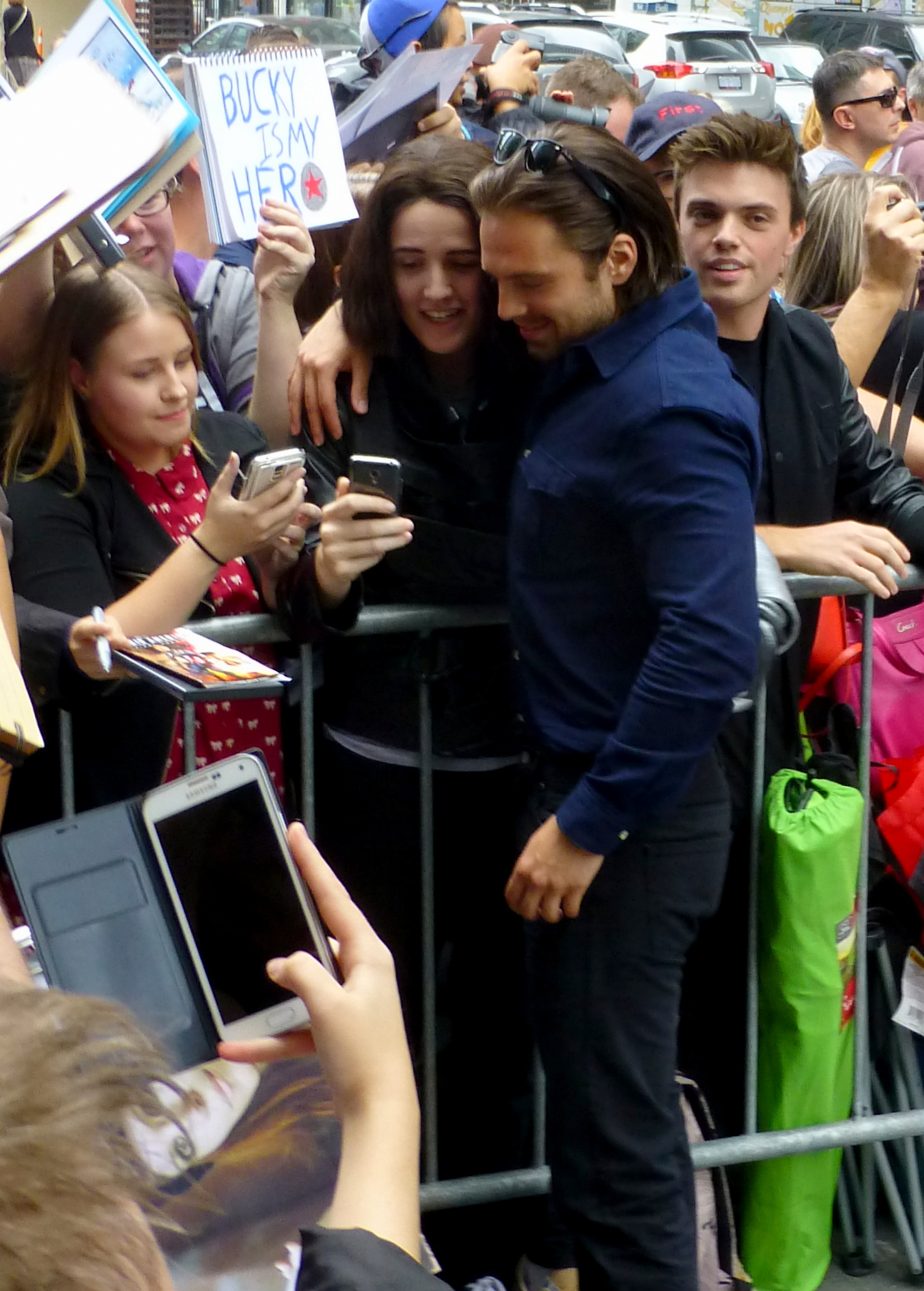
Stan no lançamento de The Martian, em 2015

Stan assumiu o papel de Lance Tucker na comédia dramática The Bronze (2015) ao lado de Melissa Rauch. Há no filme uma cena envolvendo sexo, ele teve de estar completamente nu, com a exceção de uma meia cobrindo suas genitálias, na frente de toda a equipe. "Você ficaria surpreso com o que é capaz de fazer quando chega a hora ... É quase como se você crescesse no desafio, e digo isso sem segundas intenções", comentou o ator. Thomas Middleditch, que interpreta Ben Lawfort, ficou impressionado com Stan em se comprometer com a difícil cena: "Ele realmente se esforçou pra aquilo. Qualquer outro ator ficaria muito tímido ou constrangido sobre isso, mas ele realmente foi legal. Como resultado, a cena ficou lendária ... É marcante. A única vez que você viu algo parecido foi em Team America — e foi com marionetes. Aqui são pessoas reais fazendo as coisas mais loucas e estranhas. Não é pornô — é um filme de comédia — e de algum jeito, funciona".
Ele reprisou novamente sua personagem Bucky Barnes no terceiro filme de Capitão América, Capitão América: Guerra Civil, lançado em 2016, que foi o mais bem recebido da trilogia. Com receitas de 1,1 bilhão de dólares, tornou-se um sucesso internacional,[73] com o desempenho de Stan em particular ganhando elogios. O filme tornou-se o mais lucrativo de Stan, mais lucrativo de 2016 e a décima segunda maior bilheteria de todos os tempos.
O diretor Joe Russo chamou sua performance de "a mais complicada de todas dos filmes da Marvel, porque ele essencialmente interpreta três personagens — Bucky, o Soldado Invernal e agora essa personagem no meio termo. Sebastian encarna a noção de um ator trabalhador, seu nível de compromisso é fantástico. Ele realmente encontra o maior nível de detalhe em sua performance. Ao estabelecer um meio termo entre Bucky e o Soldado Invernal, Stan diz muito sem realmente falar quase nada. É a coisa mais difícil de se fazer como ator, transmitir emoção e sutileza sem dizer nada". O codiretor Anthony Russo concordou: "Stan trouxe essa nuance física na atuação que nos fez confiantes a aumentar seu papel. Ele fez coisas em Soldado Invernal que nos impressionou, encontrando maneiras de impulsionar uma personagem complexa mesmo sem muitas oportunidades de falar. Eu acho que quando você o vê interpretar a personagem assim, você vê a complexidade em seus olhos e em sua fisicalidade. Ele conta uma história incrível usando apenas essas ferramentas. E isso ajuda o fato de Stan ser realmente atraente nas telas. É aquela frase: 'a câmera realmente o ama'."
| “ | Stan tem uma habilidade nata de fazer as pessoas quererem assisti-lo. É uma qualidade carismática que é difícil explicar ou ensinar. Ele tem o papel mais difícil. A maioria dos atores interpretaria Bucky de um modo que te faria querer vê-lo morto no final, mas Sebastian te coloca em uma posição na qual você fica despedaçado por ele. | ” |

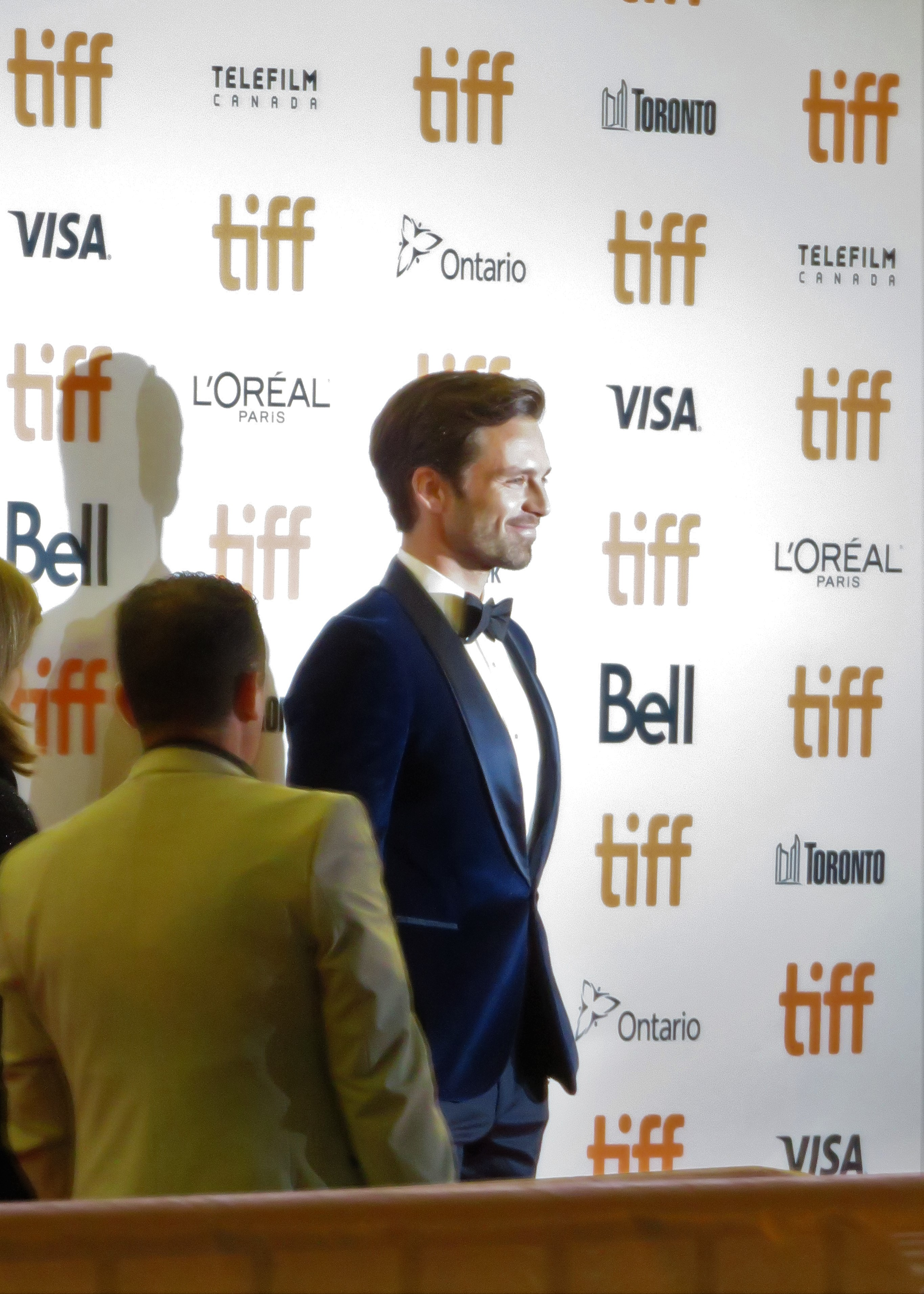
O ator na estreia de I, Tonya, em 2017

Em 2017, Stan co-estrelou como um piloto da NASCAR, Dayton Branco, na comédia Logan Lucky. Ele interpretou Jeff Gillooly, ao lado de Margot Robbie, no drama biográfico I,Tonya (2017), baseado na rivalidade entre as skatistas Tonya Harding e Nancy Kerrigan. Para mergulhar profundamente na personagem, ele passou um mês e meio ouvindo entrevistas com Jeff Gillooly. Também assistiu a qualquer filmagem que pudesse encontrar, e, posteriormente, viajou para Portland, Oregon, onde passou três horas conversando com Gillooly. Por seu desempenho, foi nomeado ao Indiana Film Journalists Association na categoria de Melhor Ator Coadjuvante, assim como, juntamente com seus colegas de elenco, ao Hollywood Film Award e ao Florida Film Critics Circle de Melhor Elenco. Escrevendo para o site Collider, Christina Radish afirmou que o ator "deu um ótimo desempenho interpretando Gillooly". Matt Miller, da revista Esquire, publicou que "Stan brilha ao lado da brilhante [...] interpretação de Margot Robbie". O E! observou que ator foi um dos ignorados para concorrer a uma categoria de atuação nos Prêmios Globo de Ouro de 2018. Por outro lado, o IGN colocou-o em sua lista dos desprezados ao Oscar 2018 na categoria de Melhor Ator Coadjuvante, ou na de Melhor Ator, como notou o site We Minored in Film.
Também estrelou ao lado de J. K. Simmons no filme de drama I'm Not Here. Reprisou a personagem Bucky Barnes em Avengers: Infinity War (2018) e Avengers: Endgame (2019). Stan juntou-se ao elenco de We Have Always Lived in the Castle como Charles Blackwood, uma adaptação do romance de mesmo nome de Shirley Jackson, e também estrelou como Scott Huffman no filme The Last Full Measure. Em 28 de março de 2018, foi confirmado que o ator estrelará o filme Beat the Reaper. Juntou-se a Anthony Mackie à série The Falcon and the Winter Soldier. Seus trabalhos em produção são The 355 e Fresh.

### 2022–presente: Aclamação da crítica
Stan foi protagonista no drama cinematográfico The Last Full Measure (lançado em janeiro de 2020).  Além disso, apareceu em Monday e The Chain. Em fevereiro de 2019, ele substituiu Chris Evans no filme The Devil All the Time, da Netflix. Posteriormente, o ator apareceu ao lado de Anthony Mackie na série de televisão The Falcon and the Winter Soldier, que foi exibida no Disney+ de 19 de março de 2021 a 23 de abril, além do filme de espionagem The 355 , (lançado em 2022). Ainda naquele ano, Stan estrelou no papel de Tommy Lee na minissérie biográfica Pam & Tommy, pela qual foi indicado aos Prêmios Emmy do Primetime de Melhor Ator Principal, Critics' Choice e Globo de Ouro, e apareceu em Fresh (2022), que rendeu uma nomeação ao Prêmios Critics' Choice Television de Melhor Ator em Filme/Minissérie. No ano seguinte, ele estrelou ao lado de Julianne Moore suspense Sharper.
Em 2024, Stan recebeu aclamação da crítica por suas atuações nos filmes A Different Man, em que interpreta um homem com neurofibromatose, e The Apprentice, no papel do jovem Donald Trump. Pelo primeiro filme, ganhou o Urso de Prata de Melhor Atuação Principal do Festival de Berlim, o Globo de Ouro de Melhor Ator em Musical ou Comédia e em diversos outros festivais de cinema; por The Apprentice recebeu outra indicação ao Globo de Ouro, de Melhor Ator em Filme de Drama, e nomeações ao BAFTA e ao Oscar de Melhor Ator.
Ele irá reprisar o papel de Bucky Barnes no filme Thunderbolts*, que será lançado em 2025.

## Vida pessoal
Stan namorou com a atriz Leighton Meester com quem atuou na série Gossip Girl por dois anos (2008-2010). No início de 2012, ele iniciou um romance com Jennifer Morrison, com quem contracenou em Once Upon a Time; o relacionamento deteriorou-se em 2013. Também namorou a atriz Margarita Levieva. O casal começou a namorar em 2014,e terminaram em meados de 2016.
Durante a participação num podcast de Will Malnati, intitulado The Drop-In, Stan contou que quando era mais novo, seu padrasto e sua mãe pensavam que ele era gay pelo fato de ele gostar de atuar, o que "é ridículo". Ele revelou que seu primeiro beijo aconteceu quando ele tinha 10 anos de idade e a garota tinha 16. A mãe dele não podia levá-lo pra escola, então pedia para essa menina acompanhá-lo no trem.
Em entrevista, disse que "pensa em talvez casar e ter filhos, um dia", afirmando que não teve bons exemplos de casamentos quando cresceu: seus pais se divorciaram quando tinha 2 anos. O pai casou novamente e o novo casamento também não deu certo; a mãe também casou-se com outro e foi um casamento bonito; apesar disso, haviam altos e baixos. Ainda disse que "por não ter esses exemplos, até gosta da ideia do casamento, mas não o idealiza mais como fazia com 20 anos e não sente essa necessidade de amar alguém para o resto da vida". Atualmente mora em Nova Iorque.

### Filantropia
Stan apoia muitas organizações de caridade, como a Our Big Day Out, uma organização sem fins lucrativos com sede na Romênia que ajuda a proporcionar às crianças uma melhor qualidade de vida. Em fevereiro de 2018, no Instagram, ele agradeceu aos fãs em nome da organização pela participação na arrecadação de fundos e conscientização. Outra instituição de caridade que o ator ajuda é Ronald McDonald House. Em 2020, ele se juntou a Anthony Mackie para participar da primeira Gala Virtual organizada pela instituição de caridade. Além dessas, ele também apoia organizações como a Dramatic Need  e Save the Children.

## Na mídia
Em 2008, Stan participou de um videoclipe da atriz Hayden Panettiere, com quem havia atuado no filme The Architect. O vídeo foi um sucesso, com mais de um milhão de visualizações. No ano de 2009, BuddyTV classificou-o no número 30 na lista dos "100 homens mais sensuais da TV" e número 36 em 2012, e sua personagem juntamente com a de James Wolk na série Political Animals foram classificados na nona posição da lista dos "25 irmãos mais sensuais da TV". Em 2017, apareceu também na lista da revista Glamour na 57 colocação dos 100 Homens mais Sensuais do Mundo. Stan já apareceu em várias capas de revistas como a GQ, Empire, SFX, Total Film, August Man, Entertainment Weekly e Backstage.

## Filmografia

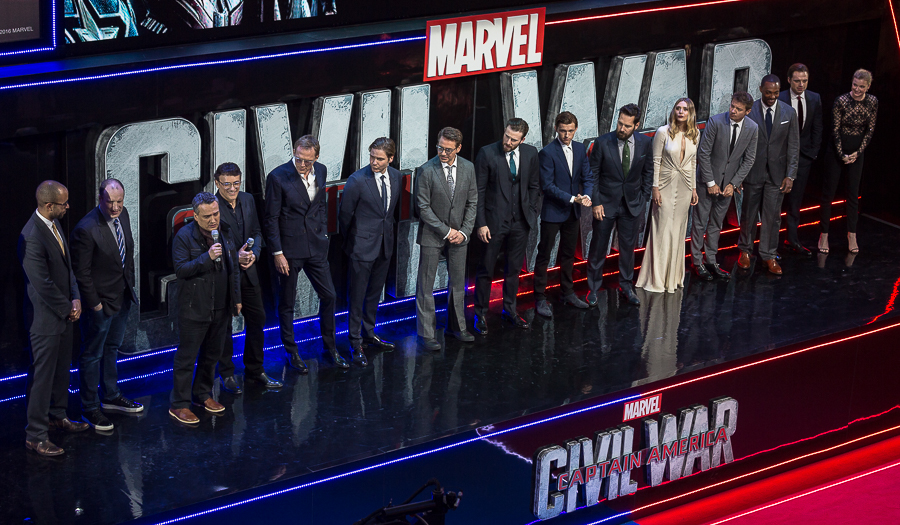
Elenco de Captain America: Civil War na estreia do filme em Londres.

### Cinema
| Ano  | Título                              | Papel                           | Notas                  |
| ---- | ----------------------------------- | ------------------------------- | ---------------------- |
| 2004 | Tony n' Tina's Wedding              | Johnny Nunzio                   |                        |
| 2005 | Red Doors                           | Simon                           |                        |
| 2006 | The Architect                       | Martin Waters                   |                        |
| 2006 | The Covenant                        | Chase Collins                   |                        |
| 2007 | The Education of Charlie Banks      | Leo                             |                        |
| 2008 | Rachel Getting Married              | Walter                          |                        |
| 2009 | Spread                              | Harry                           |                        |
| 2010 | Hot Tub Time Machine                | Blaine                          |                        |
| 2010 | Cisne Negro                         | Andrew / Pretendente            |                        |
| 2011 | Captain America: The First Avenger  | Bucky Barnes                    |                        |
| 2012 | Gone                                | Billy                           |                        |
| 2012 | The Apparition                      | Ben Curtis                      |                        |
| 2014 | Captain America: The Winter Soldier | Bucky Barnes / Soldado Invernal |                        |
| 2015 | The Bronze                          | Lance Tucker                    |                        |
| 2015 | Ant-Man                             | Bucky Barnes / Soldado Invernal | Aparição não-creditada |
| 2015 | Ricki and the Flash                 | Joshua Brummel                  |                        |
| 2015 | The Martian                         | Dr. Chris Beck                  |                        |
| 2016 | Captain America: Civil War          | Bucky Barnes / Soldado Invernal |                        |
| 2017 | Logan Lucky                         | Dayton White                    |                        |
| 2017 | I, Tonya                            | Jeff Gillooly                   |                        |
| 2018 | I'm Not Here                        | Steve                           |                        |
| 2018 | Destroyer                           | Chris                           |                        |
| 2018 | Black Panther                       | Bucky Barnes / Soldado Invernal | Aparição não-creditada |
| 2018 | Avengers: Infinity War              | Bucky Barnes / Soldado Invernal |                        |
| 2019 | Avengers: Endgame                   | Bucky Barnes / Soldado Invernal |                        |
| 2019 | Endings, Beginnings                 | Frank                           |                        |
| 2019 | The Last Full Measure               | Scott Huffman                   |                        |
| 2020 | The Devil All The Time              | Lee Bodecker                    |                        |
| 2020 | Monday                              | Mickey                          |                        |
| 2022 | The 355                             | Nick                            |                        |
| 2022 | Fresh                               | Steve                           |                        |
| 2022 | Sharper                             | Max                             |                        |
| 2024 | A Different Man                     | Edward                          |                        |
| 2024 | The Apprentice                      | Donald Trump                    |                        |
| 2025 | Thunderbolts                        | Bucky Barnes / Soldado Invernal | Pós-produção           |
| 2026 | Avengers: Doomsday                  | Bucky Barnes / Soldado Invernal | Filmando               |

### Televisão
| Ano       | Título                            | Papel                           | Notas                    |
| --------- | --------------------------------- | ------------------------------- | ------------------------ |
| 2003      | Law & Order                       | Justin Capshaw                  | 1 episódio               |
| 2007–2010 | Gossip Girl                       | Carter Baizen                   | 11 episódios             |
| 2009      | Kings                             | Jack Benjamin                   | 12 episódios             |
| 2012      | Once Upon a Time                  | Chapeleiro Louco / Jefferson    | 6 episódios              |
| 2012      | Political Animals                 | T.J. Hammond                    | Minisserie; 6 episódios  |
| 2012      | Labyrinth                         | Will Franklin                   | Minisserie; 2 episódios  |
| 2017      | I'm Dying Up Here                 | Clay Appuzzo                    | Episódio piloto          |
| 2021      | The Falcon and the Winter Soldier | Bucky Barnes / Soldado Invernal | Protagonista             |
| 2021      | What If...?                       | Bucky Barnes / Soldado Invernal | Dublagem                 |
| 2022      | Pam & Tommy                       | Tommy Lee                       | Minissérie, Protagonista |

### Jogos eletrônicos
| Ano  | Título                         | Papel        | Notas |
| ---- | ------------------------------ | ------------ | ----- |
| 2011 | Captain America: Super Soldier | Bucky Barnes | Voz   |

### Vídeos musicais
| Ano  | Título         | Artista           |
| ---- | -------------- | ----------------- |
| 2008 | "Wake Up Call" | Hayden Panettiere |

## Prêmios e indicações

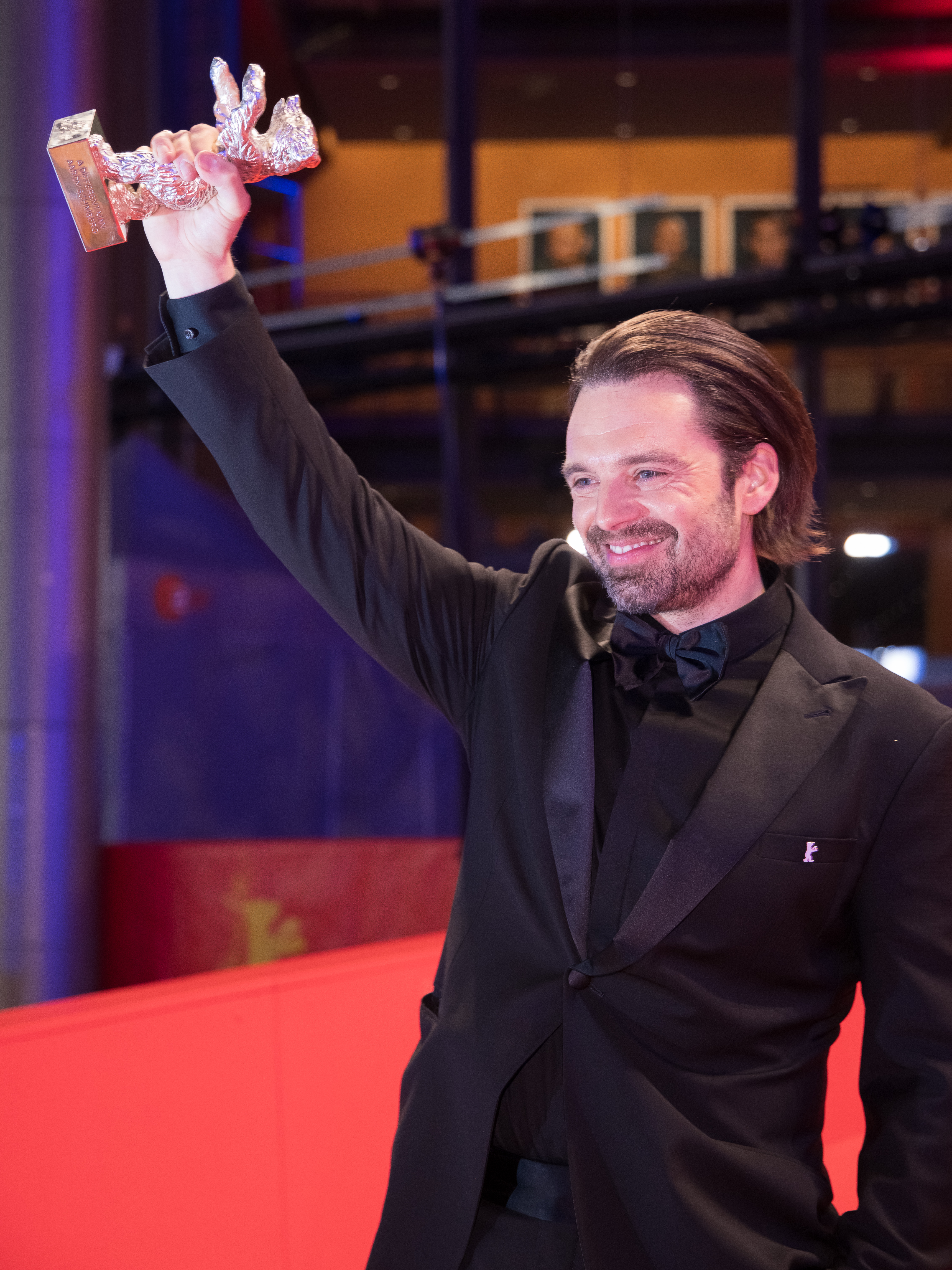
Stan no Festival de Berlim de 2024

| Ano  | Prêmio                                    | Categoria | Trabalho                            | Resultado | Ref.    |
| ---- | ----------------------------------------- | --- | ----------------------------------- | --------- | ------- |
| 2013 | Prêmios Critics' Choice Television        | Melhor Ator Coadjuvante em Filme ou Minissérie                                                                                                | Political Animals                   | Indicado  | [ 96 ]  |
| 2013 | Online Film & Television Association      | Melhor Ator Coadjuvante em Filme ou Minissérie                                                                                                | Political Animals                   | Indicado  | [ 97 ]  |
| 2013 | Gold Derby                                | Melhor Ator Coadjuvante em Filme ou Minissérie                                                                                                | Political Animals                   | Indicado  | [ 98 ]  |
| 2015 | Prêmios MTV Movie & TV                    | Melhor Luta (junto com Chris Evans) | Captain America: The Winter Soldier | Indicado  | [ 99 ]  |
| 2016 | Prêmios Teen Choice                       | Melhor Química (junto com Chris Evans, Anthony Mackie, Elizabeth Olsen e Jeremy Renner)                                                       | Captain America: Civil War          | Indicado  | [ 100 ] |
| 2017 | Kids' Choice Awards                       | #Squad Favorito (junto com Chris Evans, Robert Downey Jr., Scarlett Johansson, Anthony Mackie, Don Cheadle, Jeremy Renner e Chadwick Boseman) | Captain America: Civil War          | Indicado  | [ 101 ] |
| 2017 | Hollywood Film Award                      | Elenco do Ano/Melhor Elenco | I, Tonya                            | Venceu    | [ 54 ]  |
| 2017 | Florida Film Critics Circle               | Melhor Elenco | I, Tonya                            | Indicado  | [ 102 ] |
| 2017 | Indiana Film Journalists Association      | Melhor Ator Coadjuvante | I, Tonya                            | Indicado  | [ 55 ]  |
| 2021 | Gold Derby TV                             | Melhor Ator - Drama | The Falcon and the Winter Soldier   | Indicado  | [ 103 ] |
| 2021 | Prêmios MTV Movie & TV                    | Melhor Duo (junto com Anthony Mackie) | The Falcon and the Winter Soldier   | Venceu    | [ 104 ] |
| 2021 | Online Film & Television Association      | Melhor Ator em Série Dramática | The Falcon and the Winter Soldier   | Indicado  | [ 105 ] |
| 2022 | Prêmios da Academia Helênica              | Melhor Ator | Monday                              | Indicado  | [ 106 ] |
| 2022 | Hollywood Critics Association Midseason   | Melhor Ator | Fresh                               | Indicado  | [ 107 ] |
| 2022 | Hollywood Critics Association TV          | Melhor Ator em série limitada ou antológica                                                                                                   | Fresh                               | Indicado  | [ 108 ] |
| 2022 | Hollywood Critics Association TV          | Melhor Ator em série limitada ou antológica                                                                                                   | Pam & Tommy                         | Indicado  | [ 108 ] |
| 2022 | Prêmios Emmy do Primetime                 | Melhor Ator em Série Limitada, Antologia ou Filme para Televisão                                                                              | Pam & Tommy                         | Indicado  | [ 109 ] |
| 2023 | Critics' Choice Television Awards         | Melhor Ator em Série Limitada ou Filme Feito para a Televisão                                                                                 | Pam & Tommy                         | Indicado  | [ 110 ] |
| 2023 | Globo de Ouro                             | Melhor Ator em Minissérie ou Telefilme | Pam & Tommy                         | Indicado  | [ 111 ] |
| 2024 | Urso de Prata                             | Melhor Atuação Principal | A Different Man                     | Venceu    | [ 112 ] |
| 2024 | Festival de Cinema Americano de Deauville | Estrela em Ascensão de Hollywood | A Different Man                     | Venceu    | [ 113 ] |
| 2024 | Festival de Cinema SCAD Savannah          | Prêmio Maverick | A Different Man                     | Venceu    | [ 114 ] |
| 2024 | Festival Internacional de Cinema de Miami | Prêmio Gem | A Different Man / The Apprentice    | Venceu    | [ 115 ] |
| 2024 | New York Film Critics Online              | Melhor Ator | A Different Man                     | Indicado  | [ 116 ] |
| 2025 | Globo de Ouro                             | Melhor Ator em Cinema - Comédia ou Musical | A Different Man                     | Venceu    | [ 73 ]  |
| 2025 | Globo de Ouro                             | Melhor Ator em Cinema - Drama | The Apprentice                      | Indicado  | [ 73 ]  |
| 2025 | Alliance of Women Film Journalists        | Melhor Ator | The Apprentice                      | Indicado  | [ 117 ] |
| 2025 | Prêmios Independent Spirit                | Melhor Atuação Principal | The Apprentice                      | Indicado  | [ 118 ] |
| 2025 | BAFTA                                     | Melhor Ator | The Apprentice                      | Indicado  | [ 74 ]  |
| 2025 | Oscar                                     | Melhor Ator | The Apprentice                      | Indicado  | [ 119 ] |